# Darja Kapš
Darja Kapš (* 26. November 1981 in Novo mesto) ist eine slowenische Schachspielerin und Politikerin (SD).

## Leben
Darja Kapš wuchs in Prelesje auf, einem Dorf, das zur Gemeinde Črnomelj in der Bela krajina (Weiße Mark) gehört. Sie besuchte ein Gymnasium in Ljubljana. Nach dem Abitur machte sie einen Abschluss in Design und Fotografie. Sie studierte zuerst Kunstgeschichte, dann Politikwissenschaft. Ihre Diplomarbeit von 2009 hatte das Thema Der Einfluss der politischen Parteien im Wahlkampf – (Un)abhängigkeit der politischen Parteien im Wahlkampf bei den Präsidentschaftswahlen in Slowenien 2007.
Bei der Parlamentswahl in Slowenien 2011 kandidierte sie für den Wahlbezirk Črnomelj-Metlika für die sozialdemokratische Partei Sloweniens, die SD (Socialni demokrati). Der Wahlbezirk wurde von Renata Brunskole von der Partei Pozitivna Slovenija (LZJ - PS) gewonnen, so dass Darja Kapš nicht ins slowenische Parlament einzog.
Sie war Beraterin in der Kanzlei des slowenischen Ministerpräsidenten Borut Pahor.
Darja Kapš ist Mitglied des Volksgesangsgruppe Polanski Odmev.

## Erfolge

### Einzelerfolge
Darja Kapš gewann mehrere slowenische Meisterschaften der weiblichen Jugend: U12 (1992 und 1993), U14 (1995), U16 (1997 in Maribor), U18 (1999) und U20 (1999 in Kranj und 2001, ebenfalls in Kranj). Zweimal konnte sie die slowenische Einzelmeisterschaft der Frauen gewinnen: 2001 in Griže bei Žalec vor Jana Krivec und Ana Srebrnič sowie 2004 in Maribor vor Ana Srebrnič und Milka Ankerst.

### Mannschaftsschach
Für die slowenische Frauennationalmannschaft spielte sie bei drei Schacholympiaden (2002 in Bled, 2004 in Calvià und 2010 in Chanty-Mansijsk) am dritten Brett, sowie vier Mannschaftseuropameisterschaften (2001 in León, 2003 in Plowdiw, 2005 in Göteborg und 2013 in Warschau). Bei der Europameisterschaft 2001 erhielt sie eine individuelle Silbermedaille für ihr Ergebnis von 5,5 Punkten aus 7 Partien bei einer Elo-Leistung von 2456 am zweiten Brett (Gold erhielt Marie Sebag, Bronze Elisabeth Pähtz). Den Mitropa-Cup konnte sie bei ihrer einzigen Teilnahme 2002 im italienischen Saint-Vincent gewinnen. Am zweiten Brett hinter Jana Krivec spielend erhielt sie zusätzlich eine individuelle Goldmedaille für ihr Ergebnis von 6,5 aus 7 bei einer Elo-Leistung von 2520. 
Vereinsschach spielte sie in Slowenien bis 2000 für den Ljubljanski SK, ab 2001 für den LŠK Metalka Trgovina und aktuell (Stand: Juni 2012) für ŠD KRKA Novo mesto. In Kroatien spielt sie für den Šk Goranka aus Ravna Gora in der Landschaft Gorski kotar.

### Titel und Rating
Seit 2002 trägt sie den Titel Internationaler Meister der Frauen (WIM). Die Normen hierfür erzielte sie bei ihrem achten Platz bei der U20-Weltmeisterschaft der weiblichen Jugend im Oktober 2000 in Jerewan, bei der Mannschafts-EM 2001 (gleichzeitig eine WGM-Norm) sowie beim Mittelmeer-Cup, einem WGM-Turnier 2002 in Rijeka. 2006 erhielt sie als erste gebürtige Slowenin den Titel Großmeister der Frauen (WGM). Nach ihrer ersten Norm bei der EM erzielte sie ihre zweite WGM-Norm im November 2004 beim internationalen Turnier in Montecatini Terme. Bei diesem Turnier besiegte sie unter anderem den russischen Großmeister Igor Naumkin und spielte remis gegen die Großmeister Igor Miladinović und Stefan Djurić. Ihr Ergebnis von 7 Punkten aus 11 Partien war gleichzeitig eine Norm zum Erhalt des Titels Internationaler Meister (IM). Ihre abschließende WGM-Norm erzielte Darja Kapš beim Einladungsturnier Hotel Petra in Rom im März 2005. Der Titel wurde vom slowenischen Schachverband im Juni 2005 beantragt. Beim 76. FIDE-Kongreß im August 2005 in Dresden wurde die Glaubwürdigkeit der Partieergebnisse der beiden italienischen Turniere angezweifelt. Die Zweifel konnten erst ein Jahr später ausgeräumt werden.
Mit ihrer bisher höchsten Elo-Zahl von 2319 war sie im Juli 2005 hinter Anna Musytschuk Zweite der slowenischen Frauenrangliste.